# DJ Dolores
DJ Dolores, mais conhecido pelo seu nome artístico de Hélder Aragão (Propriá, 1966) é um cantor, compositor, designer, escritor e DJ brasileiro.

## Biografia e carreira
Filho de músico, é por intermédio do pai que, desde pequeno, tem acesso ao jazz, choro e músicas da tropicália. Na adolescência, muda-se com a família para Aracaju, momento em que se identifica fortemente com a cultura punk e a musicalidade de bandas inglesas, como The Clash e Sex Pistols. Em 1984, chega ao Recife e logo torna-se amigo do jornalista e músico Fred Zero Quatro, dos jornalistas Renato L. e Mabuse e do músico Chico Science, todos integrantes do que se consagra como a cena manguebit no início dos anos 1990, também nomeada pela crítica jornalística dessa época como manguebeat.
Apesar de não configurar como um gênero musical, há várias referências que influenciam esse grupo de amigos, como a música eletrônica, o hip hop e o hardcore brasileiro e ritmos folclóricos do Nordeste brasileiro, como maracatu, coco e ciranda. Além disso, inspira-se na literatura de ficção científica, nos quadrinhos e na obra dos cientistas sociais naturais do Recife Josué de Castro e Gilberto Freyre. Nesse período, Helder Aragão cria a dupla Dolores e Morales com o roteirista Hilton Lacerda em diversos trabalhos multimídia, como o projeto gráfico da capa do disco de estreia da banda Chico Science e Nação Zumbi, Da Lama ao Caos, lançado pela Sony Music Brasil, em 1994. Dolores, codinome adotado por ele, pertence a uma tia rabugenta de seu amigo e parceiro Lacerda. Paralelamente, como DJ Dolores, atua em festas organizadas na região portuária do Recife Antigo. Cria o grupo DJ Dolores e Orchestra Santa Massa, em 1998, e lança o disco Contraditório?, em 2002. A banda se apresenta em importantes festivais nacionais e internacionais. A partir de então, a carreira de DJ Dolores se volta principalmente para o cenário europeu.
Desde o início da carreira, realiza trilhas para filmes, como Enjaulado, O Rap do Pequeno Príncipe Contra as Almas Sebosas, Narradores de Javé; para peças de teatro, como A Máquina, de João Falcão; e para espetáculos de dança, como Desatino do Norte, para o Corpo de Baile do Teatro Municipal de São Paulo.
Em 2005, participa da coletânea Rip, Mash, Sample, Share, criada pela revista americana Wired, em parceria com o Creative Commons, para apoiar o projeto de flexibilização do copyright, e da qual também fazem parte músicos como o escocês David Byrne, criador da banda Talking Heads, o grupo americano de hip-hop Beastie Boys e o brasileiro Gilberto Gil. Nesse mesmo ano, lança o CD Aparelhagem, cujo título alude ao nome dado aos sistemas sonoros de bailes funk no Rio de Janeiro e tecnobrega em Belém. Produz, em 2008, o disco 1 Real, embebido da cultura dos vendedores ambulantes do Recife, em que há várias faixas compostas em inglês.

## Discografia

### Álbuns de estúdio
- (2013) Banda Sonora
- (2012) Red Hot Rio 2
- (2008) 1 Real
- (2005) Aparelhagem
- (2002) Contraditório?
- (2001) Rumos Culturais
- (2000) Caipiríssima
- (1999) Baião de Viramundo
- (1999) Reginaldo Rei

## Prêmios e indicações
| Ano  | Prêmio                              | Categoria            | Nomeações                | Resultado |
| ---- | ----------------------------------- | -------------------- | ------------------------ | --------- |
| 2016 | Prêmio Guarani de Cinema Brasileiro | Melhor Trilha Sonora | Amor, Plástico e Barulho | Indicado  |
| 2021 | Grande Prêmio do Cinema Brasileiro  | Melhor Trilha Sonora | Fim de Festa             | Pendente  |